# Українські думи та пісні історичні
«Українські думи та пісні історичні» – книга видатного українського музикознавця і фольклориста Дмитра Ревуцького. Видана  Товариством «Час» у Києві в 1919 році.

## Опис
Вміщує теоретичні розвідки (перші 62 сторінки), а також тексти 79 дум і пісень. Наукова частина містить чотири розділи, що присвячені походженню, змісту і стилю, співцям, музиці та музичним інструментам, і бібліографічного покажчика музикознавчої літератури.  Окремі з наведених творів супроводжують нотні записи . Видання проілюстровано фотографіями й малюнками лірників і кобзарів.
«Українські думи та пісні історичні» стала однією з перших книжок для української (україномовної) школи, що у доступній формі викладала фольклорний матеріал з історичними та розгорнутими коментарями. На початку ХХ століття її справедливо назвуть «біблією і катехізисом національного самоусвідомлення». Видання українських ду м та пісень схвально оцінив видатний знавець фольклору зі Східної Галичини Філарет Колесса. Він висловив і кілька слушних зауважень.

## Видання
1919 р.  – перше видання.
1932 р.  – друге, дещо доповнене видання. 
2001 р.  – третє видання, здійснене видавничим підрозділом  Інститутом мистецтвознавства, фольклористики та етнології ім. М. Т. Рильського НАН України (редактор і автор вступної статті – Валентина Кузик).

## Зміст
Переднє слово.
Українські думи.
І.Походження.
ІІ. Зміст і стиль.
ІІІ. Співці.
IV. Музика.
Тексти дум та пісень.
І. Пісні княжих часів.
ІІ. Козацькі пісні та думи.
А. Боротьба з Татарами й Турками.
Б. Боротьба з Ляхами.
ІІІ. Руїна на правобережній Україні.
IV. Епоха Петра І (руйнування Старої Січі 1709 р.)
V. Польські магнати на Вкраїні в першій половині XVIII століття.
VI. Гайдамаччина.
VII. Епоха Катерина ІІ (руйнування Нової Січі 1775 р.)
VIII. Бурлацьке життя.
ІХ. Чумацькі пісні.
Х. Рекрутські пісні.
ХІ. Пісні про панщину й волю.
ХІІ. Цехова пісня.
ХІІІ. Думи побутові.
XIV. Додаток.
Бібліографичний покажчик.
Пояснення скорочених назв.
Покажчик літератури дум і історичних пісень.